# 瓦卢伊斯-佩尔武
瓦卢伊斯-佩尔武（法語：Vallouise-Pelvoux，法語發音：[valwiz pɛlvu]）是法国上阿尔卑斯省的一个市镇，位于该省东北部，属于布里扬松区。

## 历史
瓦卢伊斯-佩尔武成立于2017年1月1日，由原市镇瓦卢伊斯（Vallouise）和佩尔武（Pelvoux）合并而成，其中后者为政府驻地。

## 地理
瓦卢伊斯-佩尔武（44°51'55.8"N, 6°29'22.1"E）面积144.81 平方千米，位于法国普罗旺斯-阿尔卑斯-蓝色海岸大区上阿尔卑斯省，该省份为法国东南部内陆省份，北起萨瓦省，西北接伊泽尔省，西南接德龙省，南至上普罗旺斯阿尔卑斯省，东北部与意大利接壤。
与瓦卢伊斯-佩尔武接壤的市镇（或旧市镇、城区）包括：勒莫内捷莱班、拉萨勒莱萨尔普、皮圣安德烈、圣马丹德凯里耶尔、莱维尼欧、皮圣樊尚、拉让蒂耶尔-拉贝塞、尚波莱翁、拉沙佩勒-昂瓦尔戈德马、瓦桑地区圣克里斯托夫、维拉尔达雷讷。
瓦卢伊斯-佩尔武的时区为UTC+01:00、UTC+02:00（夏令时）。

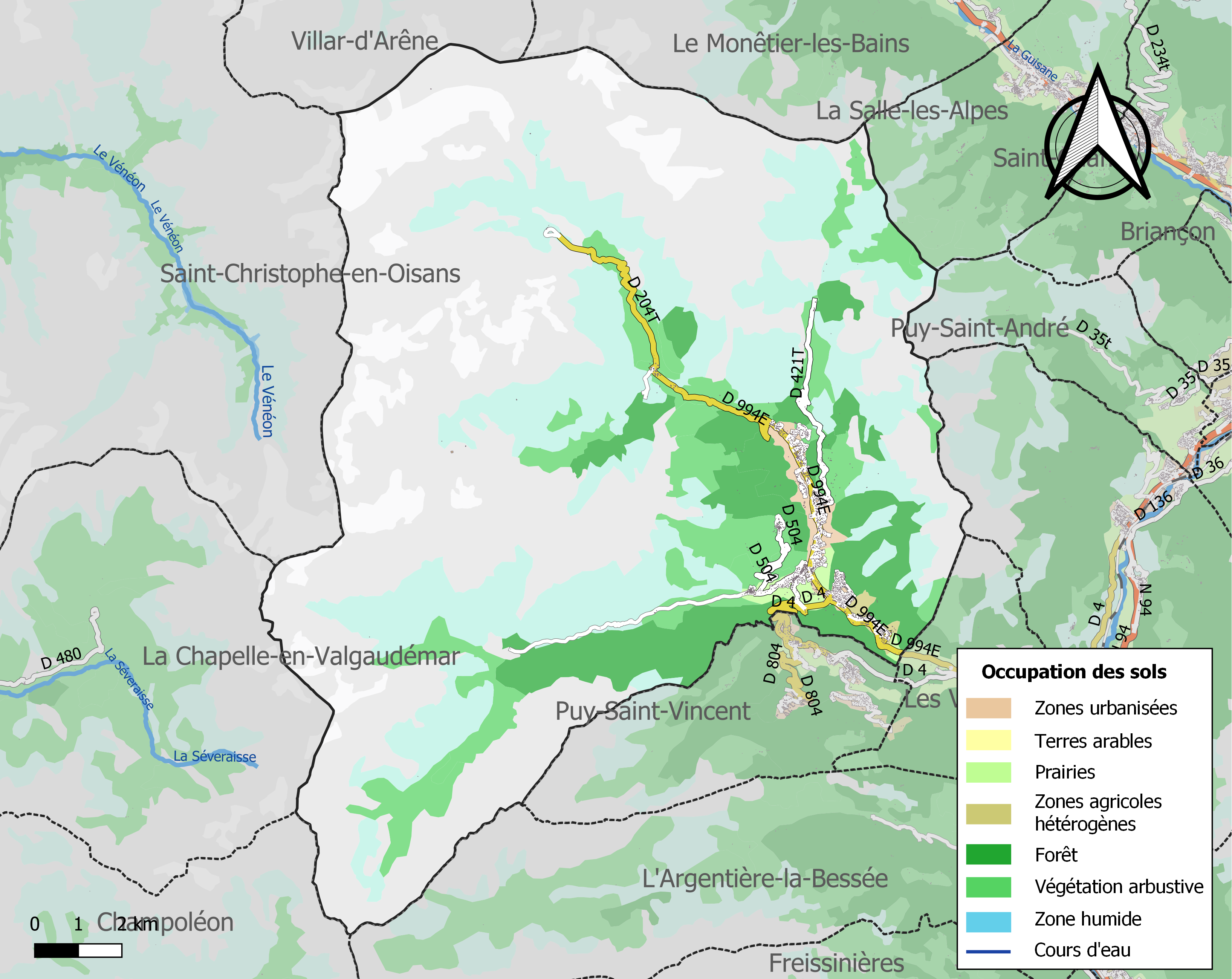
瓦卢伊斯-佩尔武的OSM定位图

## 行政
瓦卢伊斯-佩尔武的邮政编码为05340、05290，INSEE市镇编码为05101。

## 政治
瓦卢伊斯-佩尔武所属的省级选区为拉让蒂耶尔-拉贝塞县。

## 人口
瓦卢伊斯-佩尔武于2022年1月1日时的人口数量为1133人。